# Імру аль-Кайс
Імру аль-Кайс, повне ім'я Імру аль-Кайс Хундудж ібн Худжр аль-Кінда (Імруулькайс; араб. اِمرؤ القيس بن حجر بن الحارث الكندي) — арабський поет домусульманського періоду (VI ст.), син маліка держави кінда Харіса та його небоги Зайнаб бінт Язід. Автор знаменитої поеми «Муаллака». Отримав славу ловеласа, одержавши прізвисько «блукаючий цар». Після загибелі батька 535 року розділив владу в державі з вуйком Якідом ібн Кабашем, але не зміг її зберегти, зазнавши поразки від лахмідського малік Аль-Мунзіра III, зрештою втік до візантійських володінь. Помер під час епідемії віспи в Анкірі. З рештками кінда відступив на південь родич Амр ібн Кайс ібн Салама.